# Tiro nos Jogos Olímpicos de Verão de 1920 - Tiro rápido 30 m masculino
A prova do tiro rápido de pistola a 30 m masculino do tiro nos Jogos Olímpicos de Verão de 1920 decorreu no dia 3 de agosto no Beverloo Camp, em Antuérpia, na Bélgica.

## Formato da competição
O formato era de 30 tiros em 5 séries de 6 tiros cada. Trinta acertos foram possíveis, com 300 pontos possíveis. As pontuações da competição por equipes poderiam ser usadas para a competição individual. A seleção brasileira, estreante no evento, utilizou revólveres Smith & Wesson com mira ajustável. Os estadunidenses usaram o Colt Army Special ou o Smith & Wesson Military com mira fixa.

## Medalhistas
Guilherme Paraense, do Brasil, foi campeão olímpico ao derrotar o estadunidense Raymond Bracken. O bronze ficou para o suíço Fritz Zulauf.
| Ouro   | BRA Guilherme Paraense |
| Prata  | USA Raymond Bracken    |
| Bronze | SUI Fritz Zulauf       |

## Calendário
| Data                             | Hora | Etapa |
| -------------------------------- | ---- | ----- |
| Terça-feira, 3 de agosto de 1920 |      | Final |

## Resultados
| Pos.              | Atirador           | País               | Total |
| ----------------- | ------------------ | ------------------ | ----- |
| Medalha de ouro   | Guilherme Paraense | BRA Brasil         | 274   |
| Medalha de prata  | Raymond Bracken    | USA Estados Unidos | 272   |
| Medalha de bronze | Fritz Zulauf       | SUI Suíça          | 269   |
| 4                 | Louis Harant       | USA Estados Unidos | 264   |
| 5                 | Karl Frederick     | USA Estados Unidos | 262   |
| 6                 | Alfred Lane        | USA Estados Unidos | 258   |
| 7                 | Mário Maurity      | BRA Brasil         | 249   |
| 7                 | Sebastião Wolf     | BRA Brasil         | 249   |
| 9                 | Fernando Soledade  | BRA Brasil         | 248   |
| 10                | Howard Bayles      | USA Estados Unidos | 244   |
| 11                | Demerval Peixoto   | BRA Brasil         | 241   |

Legenda
| Recorde mundial      | Recorde mundial (World record)               |                       | Recorde africano                      | Recorde africano (African) |                                           | Q | Classificado por posição (Qualified) |
| Recorde olímpico     | Recorde olímpico (Olympic record)            | Recorde da América    | Recorde da América (Americas)         | q                          | Classificado por melhor tempo (Qualified) |   |                                      |
| Melhor marca do ano  | Melhor marca do ano (World leading)          | Recorde asiático      | Recorde asiático (Asian)              | DNS                        | Não largou (Did not start)                |   |                                      |
| Recorde nacional     | Recorde nacional (National record)           | Recorde europeu       | Recorde europeu (European)            | DNF                        | Não terminou (Did not finish)             |   |                                      |
| Recorde pessoal      | Recorde pessoal do atleta (Personal best)    | Recorde da Oceania    | Recorde da Oceania (Oceania)          | DSQ / DQ                   | Desclassificado (Disqualified)            |   |                                      |
| Recorde da temporada | Recorde da temporada do atleta (Season best) | Recorde sul-americano | Recorde sul-americano (South America) | NM                         | Sem marca (No mark)                       |   |                                      |